# Roque Muñoz
Roque Napoleón Muñoz Peña (13 janvier 1928-15 janvier 2011) est un dirigeant sportif dominicain, membre du Comité international olympique de 1983 à 2008.
Joueur de baseball durant sa jeunesse au milieu des années 1940 puis membre de l'équipe dominicaine d'échecs de 1962 à 1964, cet ingénieur civil devient ensuite dirigeant sportif[réf. nécessaire].  Président du Comité national dominicain de 1972 à 1984, il est élu membre du Comité international olympique en 1983 où il siège jusqu'en 2008. Membre honoraire du CIO après cette date, il reçoit l'Ordre olympique en 2009. Il est élu au Temple de la renommée du sport dominicain en 1995.